# John Mellencamp
John Mellencamp, anteriormente conocido como Johnny Cougar, John Cougar y John Cougar Mellencamp (Seymour, Indiana; 7 de octubre de 1951), es un cantante, compositor y guitarrista de rock estadounidense.

## Biografía

### Infancia
En su infancia, Mellencamp sufrió una serie de contratiempos, incluyendo una larga hospitalización por un trastorno llamado espina bífida. Pronto surgió la rebeldía; carácter difícil, borracheras, peleas, y problemas con las autoridades. Reunió su primer grupo a los 14. A los 17 se fugó con Pricilla Esterlina, su novia embarazada y buscó trabajos ordinarios; a los 24 se mudó a Nueva York para intentar entrar en el negocio discográfico

### Camino al éxito y apogeo (1976-1985)
John Mellencamp comenzó su carrera a finales de los 70 (de 1976 es su primer disco, que resultó un fracaso comercial); su popularidad se fue acrecentando aprovechando el tirón de la música de Bruce Springsteen, a la que le unían muchos elementos en común; sin embargo, a medida que avanzaba su carrera, su música se volvía más personal, desarrollando una particular mezcla entre folk rock y hard rock. El punto álgido de su evolución coincide con el de máxima popularidad, cuando sale el disco "American Fool"(1982), que triunfa gracias a los éxitos del número uno "Jack & Diane" y "Hurts so good", dos de sus temas estrella. Mellencamp había desarrollado por completo su propia y particular versión de la música de Bruce Springsteen, Tom Petty y Bob Seger, la moderna música de raíces estadounidenses. A este éxito le une el aclamado "Uh-Uh" (1983), su primer disco con el nombre John Cougar Mellencamp con el éxito "Pink Houses y "Crumblin' Down" (que entró en el top 10 de las listas americanas)".
Las temáticas de John Mellencamp rebuscan en el mundo del Estados Unidos profundo, pueblos pequeños, casas de barrio americanas con sus porches de entrada, noches de alcohol, crónicas de vidas modestas. La intención de Mellencamp era convertirse en comentarista social de los Baby Boomers del medio oeste, (concepto que agrupa a personas nacidas después de la Segunda Guerra Mundial, 1946 - 1964, marcadas por la música, los cambios sociales y eventos como el Escándalo Watergate, la muerte del presidente Kennedy y de Martin Luther King, la Guerra de Vietnam y otros acontecimientos). Pero, mientras el éxito de ventas había llegado, la crítica no lo empieza a tomar en serio hasta su siguiente disco, "Scarecrow" (1985), un disco en el que ahondaba en la temática social y desplegaba una mayor variedad de estilos, redundando en un éxito de crítica y alcanzando en número dos en las listas, con los éxitos “Lonely Ol´Night”, “Small Town”, y “R.O.C.K. in the U.S.A.”. Tras ese álbum, se volcó más en actividades sociales, organizando ayuda para los granjeros junto con Willie Nelson y Neil Young. También fue conocido por su postura anti empresarial, al rehusar ofertas de patrocinios de marcas de tabaco y cerveza.

### Segunda época (1987-1993)
Su siguiente disco fue "The Lonesome Jubilee" (1987). En él se hizo notar una mayor y más acusada influencia folk y country de los Apalache, y la temática giraba en torno a la olvidada Norte América Central; alcanzó el número seis en las listas, e incluía los éxitos “Paper in Fire”, “Cherry Bomb” y “Check it Out” ."Big Daddy" (1989), que continuaba explorando las raíces musicales norteamericanas, cosechó una buena crítica pero no alcanzó el mismo éxito que los anteriores. Dos años más tarde regresó con "Whenever We Wanted", el cual, a pesar de ser otro éxito moderado, todavía es recordado entre sus fanes como una de sus obras básicas. "Human Wheels" (1993) continuó con la estela de éxito moderado, y alabanzas por parte de sus fanes.
El 16 de octubre de 1992 participa en el concierto de celebración de los 30 años de carrera musical de Bob Dylan en el Madison Square Garden, abriendo el espectáculo con una fabulosa interpretación de la emblemática "Like a Rolling Stone" y de "Leopard-Skin Pill-Box Hat", que fueron recogidas en el álbum y el vídeo del evento.

### Tercera época (1994-1997)
En 1994, su dueto con Meshell Ndegeocello en “Wild Night” de Van Morrison, le proporcionó otro masivo éxito de ventas. El respectivo álbum "Dance Naked", se convirtió en su mayor éxito desde "Big Daddy"; en esa época sufre un ataque al corazón que le obliga a cancelar la gira del álbum, no reapareciendo hasta en 1996 con "Mr. Happy Go - Lucky" ; un álbum muy esperado por los fanes y con una buena acogida de crítica. Tras este álbum, Mellencamp se fue de Mercury al sello Columbia.

### Con Columbia Records (1998 - 2003)
Después de la publicación de "Mr. Happy Go Lucky" y una gira sucesiva de cuatro meses, de marzo a julio de 1997, Mellencamp firmó un contrato para cuatro álbumes con la Columbia Records, de los cuales se publicaron solamente tres. Publicado un día antes del su 47.º cumpleaños en el 1998, el álbum homónimo "John Mellencamp" incluyó los sencillos "Your Life is Now" y "I'm Not Running Anymore".
En el 1999 publica "Rough Harvest". Grabado en el 1997 el álbum es una selección de canciones acústicas de Bob Dylan y de The Drifters adaptadas por Mellencamp. El álbum sale en Mercury Records a causa de un acuerdo precedente con la casa discográfica que Mellencamp no había respetado.
En el año 2000 comienza una colaboración con artistas como Chuck D y India.Arie. De esta colaboración sale el segundo álbum con Columbia, Cuttin 'Heads y el sencillo Peaceful World. El álbum incluye una canción de amor a dúo con Trisha Yearwood, Deep Blue Heart. El álbum se publica en noviembre de 2001. En su "Cuttin 'Heads Tour". inicia siempre los conciertos con una versión del tema de los Rolling Stones Gimme Shelter seguido de una versión acústica de Women Seem presente en el álbum.
En el 2003 se publica Trouble No More, una selección de canciones folk y blues de artistas como Robert Johnson, Son House, Lucinda Williams y Hoagie Carmichael. El álbum fue dedicado a su amigo Timothy White, editor de la revista Billboard, muerto por un ataque al corazón en 2002. Trouble No More estuvo diversas semanas en el primer puesto de la clasificación de álbumes de Blues de Billboard.

### Freedom's Road (2004-2007)
En octubre de 2004 Mellencamp participa al Vote for Change Tour, en el marco de las elecciones presidenciales del 2004. También publica "Words & Music: John Mellencamp's Greatest Hits", con 35 de sus singles y los temas nuevos Walk Tall y Thank You, producidos por Babyface.
En la primavera del 2005, Mellencamp sale de gira con Donovan y John Fogerty. Con Donovan cantó a dúo en los conciertos Sunshine Superman. Fogerty y Mellencamp cantaban a dúo Revival, Green River y Rain on the Scarecrow.
Después de cinco años sin producir material original publica Freedom's Road el 23 de enero de 2007. Mellencamp es el autor y productor de las 10 canciones de Freedom's Road, y el disco llegó al número 5 de la clasificación de Billboard 200, vendiendo 56.000 copias en la primera semana. Incluye los sencillos "Our Country", "Jim Crow", a dúo con Joan Báez, "Rural Route" y "Someday".El álbum fue nominado para un Grammy Award en 2008 en la categoría Best Solo Rock Vocal Performance.

### La era T-Bone Burnett (2008 - 2011)

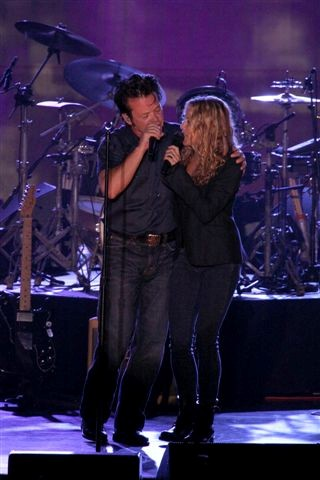
John Mellencamp y Sheryl Crow interpretando "My Sweet Love" en Hunter Valley, Nueva Gales del Sur, Australia, el 29 de octubre de 2008.

El 13 de agosto de 2007, Mellencamp comienza a grabar su 18º álbum de material original, con el título "Life, Death, Love and Freedom". El álbum se publica el 15 de julio de 2008 y fue producido por el célebre cantante y productor T-Bone Burnett. En una entrevista con el Herald Bloomington-Times en marzo de 2008, Mellencamp descrive "Life, Death, Love and Freedom" como el "mejor disco que he hecho".
En uno de los espectáculos de Mellencamp en Australia, en Hunter Valley, en Nueva Gales del Sur, Sheryl Crow se unió a la banda cantando una versión acústica del tema "My Sweet Love".
Mellencamp el 3 de mayo de 2009 participó en un concierto tributo por el 90.º compleanños de Pete Seeger en el Madison Square Garden de New York. Mellencamp cantó temas acústicos de Seeger y Lee Hays y su "A Ride Back Home".
En el 2009, mientras estaba de gira, Mellencamp registró su nuevo álbum, "No Better Than This", producido también por T-Bone Burnett. Los temas del álbum fueron registrados en lugares históricos, como la First Baptist Church de Savannah, en Georgia, el Sun Studio de Memphis y el Sheraton Gunter Hotel de San Antonio, donde el bluesman Robert Johnson, había registrado Sweet Home Chicago y Crossroads Blues. Mellencamp grabó el álbum con una grabadora portátil, la 1.955 Ampex y un solo micrófono. El álbum se registró en mono. No Better Than This fue pubblicado el 17 de agosto de 2010 y llegó a la posición n.10 del Billboard 200.
El 15 de junio de 2010, nueve semanas antes de la salida de No Better Than This, fue publicado un cofre de 4 CD conteniendo una colección completa de las mejores canciones de Mellencamp titulado On the Rural Route. "Si no se han escuchado en profundidad los álbumes originales, con esta colección será como si se escucharan temas originales" dijo Mellencamp de esta colección.
Mellencamp colideró 11 shows en el verano de 2010 con Bob Dylan, comenzando el No Better Than This theater tour el 29 de octubre de 2010 en su ciudad natal, Bloomington, Indiana. Esta gira duró hasta el verano de 2012 y cubrió todo Estados Unidos y Canadá y parte de Europa.Los conciertos se abrían con un documental de Kurt Markus sobre la grabación de No Better Than This llamado "It's About You". Después toca 40 minutos con la banda en modo acústico, a continuación toca solo con una guitarra acústica otros 40 minutos, y finalmente 40 minutos de rock 'n' roll. En total con los bises Mellencamp tocaba más de dos horas y 24 temas.
Mellencamp formó parte de dos conciertos de tributo a Woody Guthrie en 2012 como parte de la celebración del 100 anniversario de su nacimiento.
El 8 de julio de 2014, Mellencamp publica un nuevo álbum en directo llamado Trouble No More Live at Town Hall. El álbum captura su actuación en el Town Hall de New York el 31 de julio de 2003.

### Plain Spoken, Sad Clowns and Hillbillies(2014-presente)
En enero de 2014, Mellencamp comienza a grabar el álbum Plain Spoken que será su 20º álbum con material original y se 22º álbum de estudio. El álbum fue publicado el 23 de septiembre de 2014. Burnett aparece solo como "productor ejecutivo" del álbum.
Mellencamp promociona Plain Spoken con una gira de 80 conciertos en Norte América que comienza el 21 de enero de 2015 en South Bend, Indiana y concluye el 4 de agosto en Indianápolis.
El 6 de febrero de 2015 rinde tributo a Bob Dylan en el anual MusiCares Person of the Year interpretando "Highway 61 Revisited" acompañado al piano por Troye Kinnett miembro de su banda). USA Today dijo sobre la actuación: "El punto álgido de la velada fue la intervención de John Mellencamp interpretando "Highway 61 Revisited"; con un tono vocal similar al de Tom Waits', con su habitual estilo roquero sobre una base de blues. Nunca Mellencamp ha sonado tan plenamente artístico."
Al final de la velada Dylan la cerró con un discurso de 30 minutos que incluyó una referencia a la canción de 2008, de Mellencamp, "Longest Days." Dylan dijo: " 'Life is Short Even on Its Longest Days.' es una de las mejores canciones de los últimos años. Estoy seguro." Mellencamp dijo al respecto que el elogio de Dylan valía más que 10 Grammys.
En diciembre de 2015, Mellencamp comienza a grabar un álbum de duetos con Carlene Carter, que había hecho de telonera en todos los conciertos del Plain Spoken tour y que se unía a Mellencamp en dos canciones durante las actuaciones. El álbum de Mellencamp y Carter llamado Sad Clowns and Hillbillies, se publica en la primavera de 2017.

## Banda

### Miembros actuales
- Mike Wanchic - guitarras, coros (1976-presente)
- Andy York - guitarras, coros (1994-presente)
- Miriam Sturm - violín (1996-presente)
- Dane Clark - batería, coros (1996-presente)
- John Gunnell - bajo (1999-presente)
- Troye Kinnett - teclados, acordeón (2006-presente)

### Anteriores miembros
- Larry Crane - guitarras (1976-1991)
- Robert "Ferd" Frank - bajo (1976-1981)
- Tom Knowles - batería (1978-1979)
- Eric Rosser - piano, teclados (1979-1981)
- Kenny Aronoff - batería (1980-1996)
- Pat Peterson - coros (1981-2006)
- Toby Myers - bajo (1982-1999)
- Lisa Germano - violín (1985-1994)
- Crystal Taliefero - coros (1985-1989)
- John Casella - teclados, acordeón (1984-1992)
- David Grissom - guitarras (1989, 1991-1993)
- Michael Ramos - teclados, accordeón (2002-2005)
- Moe Z M.D. - teclados, órgano (1996-2002)

## Galería

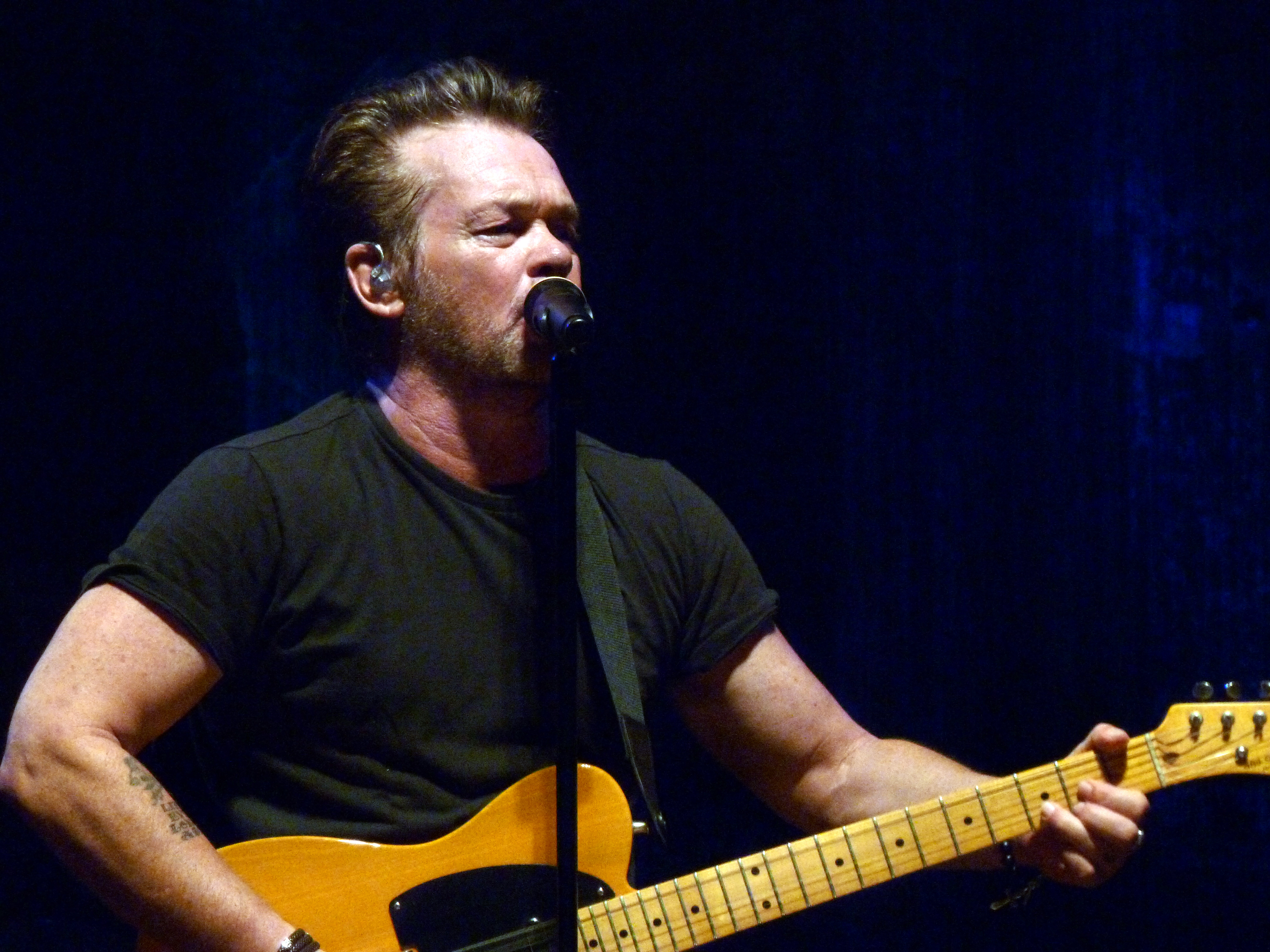
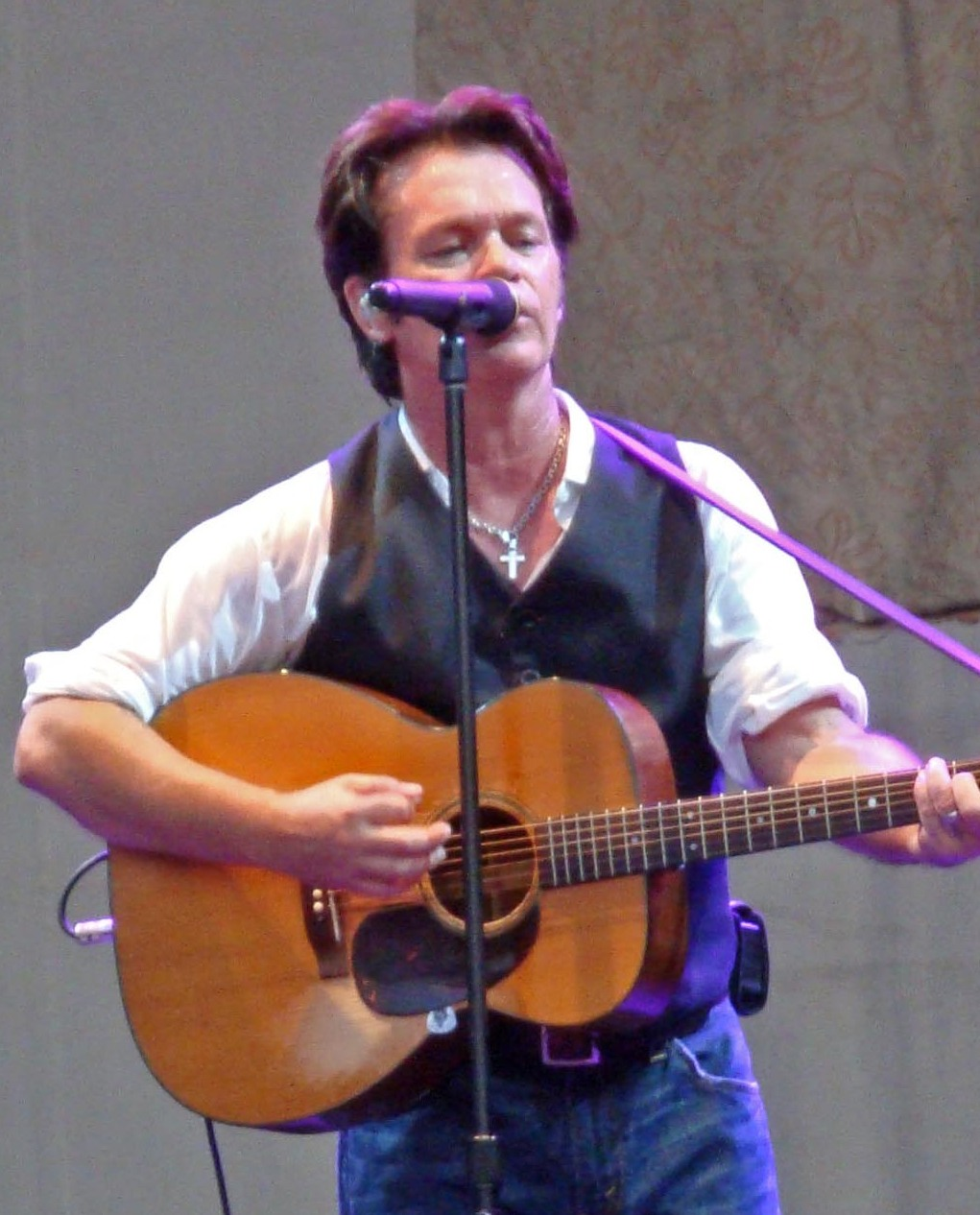
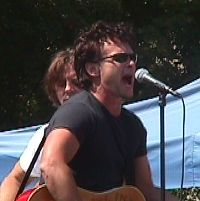
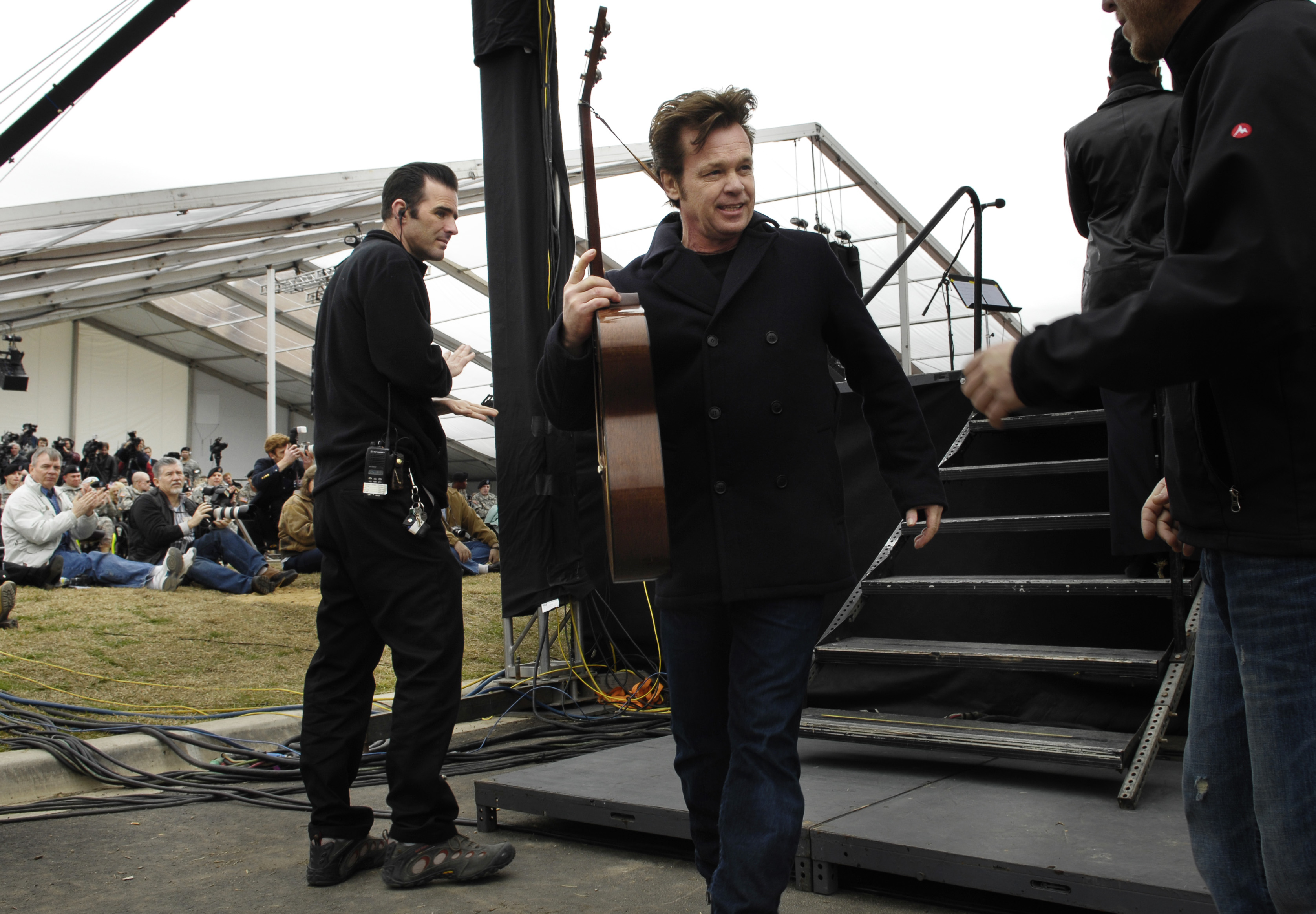
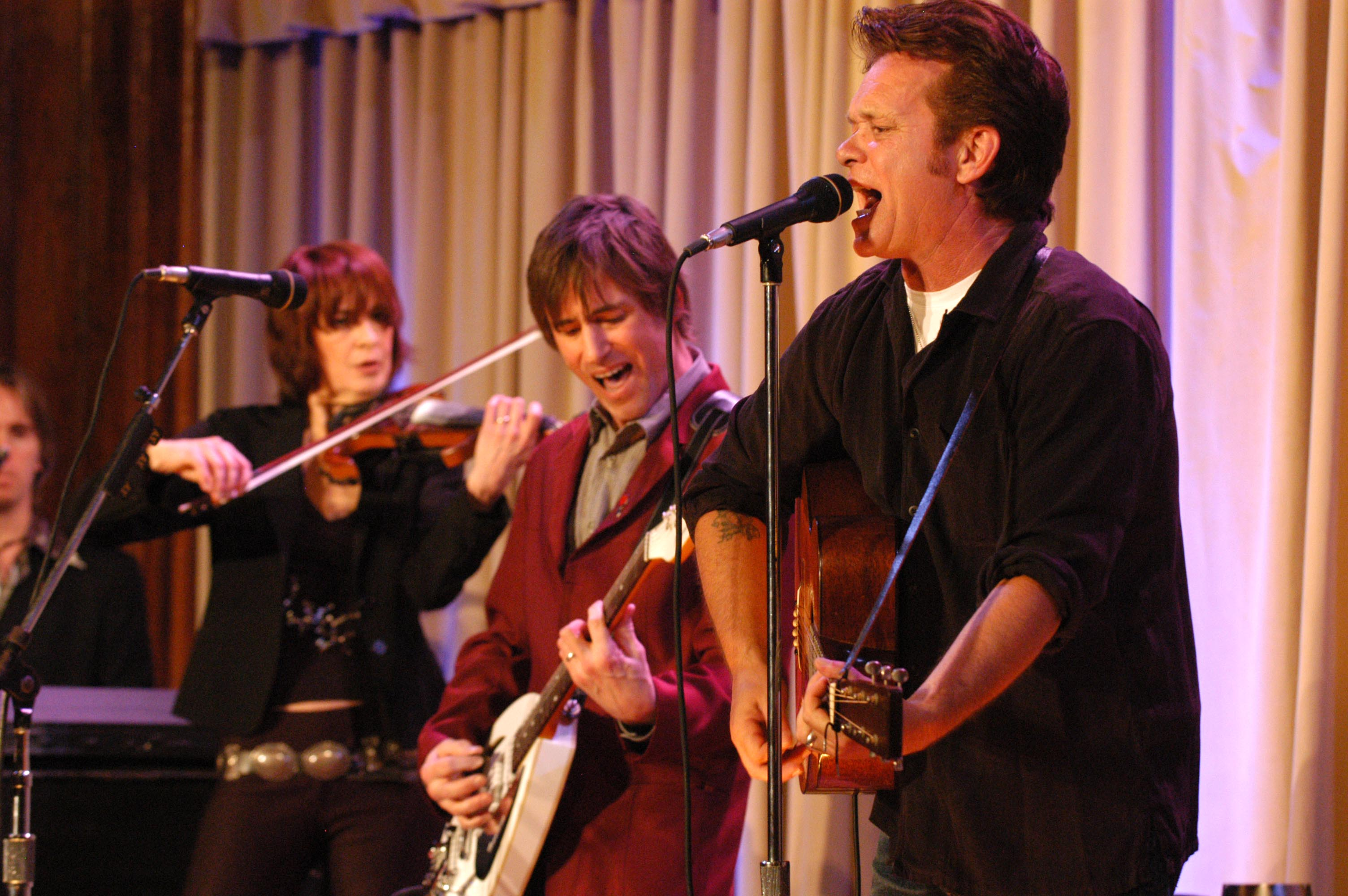
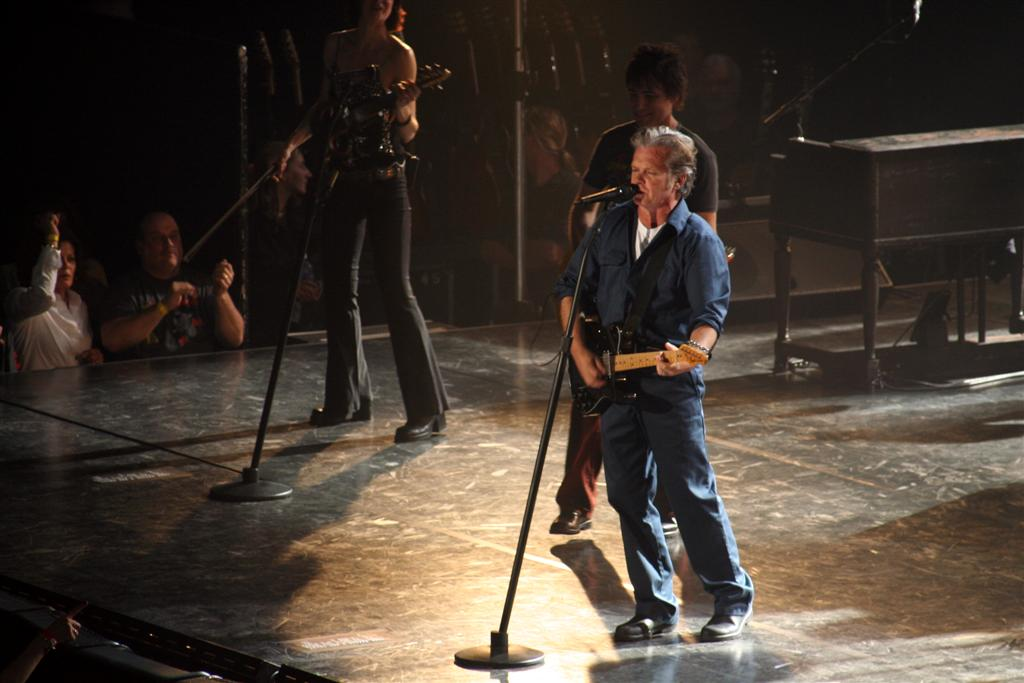

## Discografía

### Álbumes
| Año  | Álbum                                          | Billboard 200 (US) | UK Albums Chart (UK) |
| ---- | ---------------------------------------------- | ------------------ | -------------------- |
| 1976 | Chestnut Street Incident                       | -                  | -                    |
| 1977 | The Kid Inside                                 | -                  | -                    |
| 1978 | A Biography                                    | -                  | -                    |
| 1979 | John Cougar                                    | 64                 | -                    |
| 1980 | Nothin' Matters And What If It Did             | 37                 | -                    |
| 1982 | American Fool                                  | 1                  | 37                   |
| 1983 | Uh-Huh                                         | 9                  | -                    |
| 1985 | Scarecrow                                      | 2                  | -                    |
| 1987 | The Lonesome Jubilee                           | 6                  | 31                   |
| 1989 | Big Daddy                                      | 7                  | 25                   |
| 1991 | Whenever We Wanted                             | 17                 | 39                   |
| 1993 | Human Wheels                                   | 7                  | 37                   |
| 1994 | Dance Naked                                    | 13                 | -                    |
| 1996 | Mr. Happy Go Lucky                             | 9                  | -                    |
| 1997 | The Best That I Could Do                       | 33                 | 25                   |
| 1998 | John Mellencamp                                | 41                 | -                    |
| 1999 | Rough Harvest                                  | 99                 | -                    |
| 2001 | Cuttin' Heads                                  | 15                 | -                    |
| 2003 | Trouble No More                                | 31                 | -                    |
| 2004 | Words & Music: John Mellencamp's Greatest Hits | 13                 | -                    |
| 2007 | Freedom's Road                                 | 5                  | -                    |
| 2008 | Life, Death, Love and Freedom                  | 7                  | 162                  |
| 2010 | No Better Than This                            | -                  | -                    |
| 2014 | Plain Spoken                                   | -                  | -                    |
| 2017 | Sad Clowns & Hillbillies                       | -                  | -                    |
| 2022 | Strictly a One-Eyed Jack                       | -                  | -                    |
| 2023 | Orpheus descending                             | -                  | -                    |

### Sencillos
| Año  | Canción                                            | US Hot 100 | US Mainstream Rock | US AC | US Country | UK Singles | Álbum                                      |
| ---- | -------------------------------------------------- | ---------- | ------------------ | ----- | ---------- | ---------- | ------------------------------------------ |
| 1979 | "I Need A Lover"                                   | 28         | -                  | -     | -          | -          | John Cougar                                |
| 1980 | "Small Paradise"                                   | 87         | -                  | -     | -          | -          | John Cougar                                |
| 1980 | "This Time"                                        | 27         | -                  | -     | -          | -          | Nothin' Matters and What If It Did         |
| 1981 | "Ain't Even Done With The Night"                   | 17         | 44                 | -     | -          | -          | Nothin' Matters and What If It Did         |
| 1982 | "Hurts So Good"                                    | 2          | 1(1)               | -     | -          | -          | American Fool                              |
| 1982 | "Jack and Diane"                                   | 1          | 3                  | -     | -          | 25         | American Fool                              |
| 1982 | "Hand To Hold On To"                               | 19         | -                  | -     | -          | 89         | American Fool                              |
| 1982 | "Thundering Hearts"                                | -          | 36                 | -     | -          | -          | American Fool                              |
| 1983 | "Crumblin' Down"                                   | 9          | 2(1)               | -     | -          | -          | Uh-Huh                                     |
| 1984 | "Pink Houses"                                      | 8          | 3                  | -     | -          | -          | Uh-Huh                                     |
| 1984 | "Authority Song"                                   | 15         | 15                 | -     | -          | -          | Uh-Huh                                     |
| 1984 | "Serious Business"                                 | -          | 34                 | -     | -          | -          | Uh-Huh                                     |
| 1984 | "Play Guitar"                                      | -          | 28                 | -     | -          | -          | Uh-Huh                                     |
| 1985 | "Lonely Ol' Night"                                 | 6          | 1(5)               | 37    | -          | -          | Scarecrow                                  |
| 1985 | "Justice And Independence '85"                     | -          | 28                 | -     | -          | -          | Scarecrow                                  |
| 1985 | "Small Town"                                       | 6          | 2(2)               | 13    | -          | 53         | Scarecrow                                  |
| 1986 | "R.O.C.K. In the U.S.A. (A Salute To 60's Rock)"   | 2          | 6                  | 36    | -          | 67         | Scarecrow                                  |
| 1986 | "Rain On the Scarecrow"                            | 21         | 16                 | -     | -          | -          | Scarecrow                                  |
| 1986 | "Rumbleseat"                                       | 28         | 4                  | -     | -          | -          | Scarecrow                                  |
| 1986 | "Minutes To Memories"                              | -          | 14                 | -     | -          | -          | Scarecrow                                  |
| 1986 | "Under the Boardwalk"                              | -          | 19                 | -     | -          | -          | Rough Harvest                              |
| 1987 | "Paper In Fire"                                    | 9          | 1(5)               | -     | -          | 86         | The Lonesome Jubilee                       |
| 1987 | "Cherry Bomb"                                      | 8          | 1(1)               | 12    | -          | -          | The Lonesome Jubilee                       |
| 1987 | "Hard Times For An Honest Man"                     | -          | 10                 | -     | -          | -          | The Lonesome Jubilee                       |
| 1987 | "The Real Life"                                    | -          | 3                  | -     | -          | -          | The Lonesome Jubilee                       |
| 1988 | "Check It Out"                                     | 14         | 3                  | -     | -          | 96         | The Lonesome Jubilee                       |
| 1988 | "Rooty Toot Toot"                                  | 61         | 7                  | -     | -          | -          | The Lonesome Jubilee                       |
| 1988 | "Rave On"                                          | -          | 17                 | -     | -          | -          | Cocktail soundtrack                        |
| 1989 | "Pop Singer"                                       | 15         | 2(3)               | -     | -          | 93         | Big Daddy                                  |
| 1989 | "Jackie Brown"                                     | 48         | 20                 | 31    | 89         | -          | Big Daddy                                  |
| 1989 | "Martha Say"                                       | -          | 8                  | -     | -          | -          | Big Daddy                                  |
| 1989 | "Let It All Hang Out"                              | -          | 42                 | -     | -          | -          | Big Daddy                                  |
| 1991 | "Get a Leg Up"                                     | 14         | 1(3)               | -     | -          | -          | Whenever We Wanted                         |
| 1991 | "Love and Happiness"                               | -          | 5                  | -     | -          | -          | Whenever We Wanted                         |
| 1992 | "Again Tonight"                                    | 36         | 1(2)               | 46    | -          | -          | Whenever We Wanted                         |
| 1992 | "Last Chance"                                      | -          | 12                 | -     | -          | -          | Whenever We Wanted                         |
| 1992 | "Now More Than Ever"                               | -          | 3                  | -     | -          | -          | Whenever We Wanted                         |
| 1993 | "Human Wheels"                                     | 48         | 2(1)               | 40    | -          | -          | Human Wheels                               |
| 1993 | "What If I Came Knocking"                          | -          | 1(2)               | -     | -          | -          | Human Wheels                               |
| 1993 | "When Jesus Left Birmingham"                       | -          | 35                 | -     | -          | -          | Human Wheels                               |
| 1994 | "Junior"                                           | -          | 35                 | -     | -          | -          | Human Wheels                               |
| 1994 | "Wild Night" (with Meshell Ndegeocello)            | 3          | 17                 | 1     | -          | 34         | Dance Naked                                |
| 1994 | "Dance Naked"                                      | 41         | 21                 | 37    | -          | -          | Dance Naked                                |
| 1996 | "Key West Intermezzo (I Saw You First)"            | 14         | 10                 | 15    | -          | -          | Mr. Happy Go Lucky                         |
| 1997 | "Just Another Day"                                 | 46         | 13                 | 24    | -          | -          | Mr. Happy Go Lucky                         |
| 1997 | "Without Expression"                               | -          | 25                 | -     | -          | -          | The Best That I Could Do                   |
| 1998 | "Your Life Is Now"                                 | -          | 15                 | 19    | -          | -          | John Mellencamp                            |
| 1999 | "I'm Not Running Anymore"                          | -          | 37                 | 22    | -          | -          | John Mellencamp                            |
| 2001 | "Peaceful World" (featuring India.Arie)            | 104        | 38                 | -     | -          | -          | Cuttin' Heads                              |
| 2003 | "To Washington"                                    | -          | -                  | -     | -          | -          | Trouble No More                            |
| 2003 | "Teardrops Will Fall"                              | -          | -                  | -     | -          | -          | Trouble No More                            |
| 2004 | "What Say You" (Travis Tritt with John Mellencamp) | 117        | -                  | -     | 21         | -          | My Honky Tonk History (Travis Tritt album) |
| 2004 | "Walk Tall"                                        | -          | -                  | 25    | -          | -          | Words & Music                              |
| 2006 | "Our Country"                                      | 88         | -                  | 16    | 39         | -          | Freedom's Road                             |
| 2007 | "The Americans"                                    | -          | -                  | -     | 55         | -          | Freedom's Road                             |
| 2007 | "Someday"                                          | -          | -                  | -     | -          | -          | Freedom's Road                             |